# Палаццо Дандоло
Палаццо Дандоло (італ. Palazzo Dandolo) — палац у Венеції на Гранд-каналі в районі Сан-Марко.

## Історія
Палац побудований в 1400 родиною Дандоло.
За свою історію будівля змінила багато власників. У 1536 проданий родині Грітті. Після Грітті палацом володіли представники родин Мікєлє, Моченіґо, Бернардо.
У 1638 році в одній з частин палацу відкрилось перше легальне державне казино під назвою «Рідотто», яке пропрацювало до 1774 року.
Існує поширена помилка, що в цій будівлі народився дож Енріко Дандоло.
В даний час в палаці знаходиться готель Hotel Royal Danieli.